# Елитна юношеска група до 19 години

## За групата
Елитна юношеска група до 19 години е български футболен турнир организиран от БФС през сезон 2010/11 за определяне на шампиона на България при юноши старша възраст. Създава се на мястото на премахнатата вече Дублиращата футболна група. БФС утвърди състава на дивизията с 18 отбора, но след това поради финансови проблеми на клубовете групата се редуцира до 16 отбора. Победителят в групата получава титлата шампион на България при юношите старша възраст (U19). В първенството имат право да участват футболисти под 19 години.

## Правила
За победа се дават 3 точки, за равенство 1, а за загуба не се присъждат точки. Временното и крайното класиране се съставят по броя спечелени точки. В крайното класиране ако два отбора имат еднакъв брой точки, по-предно място в общото класиране придобива отборът, който има по-добър резултат в срещите помежду им или е отбелязал повече голове на чужд терен в срещите помежду им. При ново равенство в показателите се взема предвид головата разлика на отборите, повече отбелязани голове в шампионата, а при равенство и на тези резултати чрез жребий. Първоначално групата се попълва от желаещите да участват в нея отбори от страната. Последните два отбора в класирането в края на сезона отпадат, а на тяхно място влизат отбори, определени след квалификации между победителите на регионалните групи в страната.

## Участници
През първия сезон се състезават 18 отбора, като 12 от тях са от А група, 4 отбора от Б група, пловдивската школа на Ботев 2002 (Пловдив), както и един частна школа Пирин 2001 (Благоевград). През настоящия сезон 2013/14 участниците в Елитна група до 19 години са Ботев (Пловдив), Велбъжд (Кюстендил), Видима-Раковски (Севлиево), Левски (София), Литекс (Ловеч), Любимец (Любимец), Пирин (Благоевград), Славия (София), Спартак (Варна), ЦСКА (София), Чавдар (Етрополе), Черноморец (Бургас), Черно море (Варна) както и новаците Светкавица (Търговище) и Берое (Стара Загора), който влизат на мястото на изпадналия Локомотив (София) и преждевременно премахнатия през миналип сезон отбор на Спартак (Плевен). Поради отказване от участие на Ботев (Враца) мястото им попълва отбора на Оскар ЕЛ (София)

## Списък на победителите
| Сезон   | Шампион        | Вицешампион        | Бронз               |
| ------- | -------------- | ------------------ | ------------------- |
| 2010-11 | Литекс (Ловеч) | Славия (София)     | Черно море (Варна)  |
| 2011-12 | Левски (София) | Славия (София)     | Литекс (Ловеч)      |
| 2012-13 | Литекс (Ловеч) | Черно море (Варна) | Левски (София)      |
| 2013-14 | Литекс (Ловеч) | Левски (София)     | Черно море (Варна)  |
| 2014-15 |                |                    |                     |
| 2015-16 | Славия (София) | Литекс (Ловеч)     | Лудогорец (Разград) |